# Ундаганов, Медет Галимович
Медет Галимович Ундаганов (род. 26 июля 1986) — казахстанский самбист, бронзовый призёр соревнований по самбо Игр стран Балтии и СНГ 2005 года среди юниоров, серебряный призёр первенства мира 2005 года среди юниоров, победитель и призёр этапов Кубка мира, серебряный призёр Кубка мира 2011 года, серебряный призёр чемпионата мира 2011 года в Вильнюсе, мастер спорта Республики Казахстан международного класса. Выступал в легчайшей весовой категории (до 52 кг). Проживал в Уральске.